# Wilhelm Heidel
Wilhelm „Willi“ Heidel (* 28. Februar 1916 in Sibiu, Rumänien; † 20. September 2008 in Lohhof, Deutschland) war ein rumänischer Feldhandballspieler.
Heidel begann im Alter von 13 Jahren das Handballspielen an einer Handelsschule. Die meiste Zeit seiner Karriere spielte Heidel beim Hermannstädter Turnverein, mit dem er mehrfach die Landesmeisterschaft gewann. Für ein Jahr ging er für den Bukarester Turnverein auf Torejagd. Weiterhin gehörte er dem Kader der rumänischen Nationalmannschaft an, die 1936 den fünften Platz bei den Olympischen Spielen in Berlin belegte. Heidel wurde drei Mal eingesetzt und erzielte dabei einen Treffer.
Im Alter von 43 beendete er seine Karriere. 1970 durfte Heidel nach Deutschland ausreisen, wo er bis zu seiner Rente als Textilkaufmann tätig war.